# Berkay Ömer Öğretir
Berkay Ömer Öğretir, född 16 februari 1998 i Bursa, är en turkisk simmare.

## Karriär
Vid EM 2024 i Belgrad tog Öğretir silver på 100 meter bröstsim.